# Vladimir Vertlib
Vladimir Vertlib (né le 2 juillet 1966 à Leningrad (aujourd'hui Saint-Pétersbourg) en Union soviétique (aujourd'hui la Russie)) est un écrivain autrichien.

## Biographie
Vladimir Vertlib émigre de Russie avec sa famille en 1971, avec diverses stations d'odyssée : Israël, Pays-Bas, États-Unis, Italie, Autriche. 
En 1971, dans le cadre de l'immigration des juifs, toute la famille émigre en Israël. En 1972, sa famille décide de s'installer en Autriche, peu de temps après ils déménagent en Italie pour revenir ensuite en Autriche. En 1975, ils tentent de vivre aux Pays-Bas, puis retournent en Israël. Un an plus tard, après une courte escale à Rome, c'est le retour en Autriche.
Après quatre ans dans la capitale, sa famille et lui vont aux États-Unis pour un an, puis revenir à nouveau en Autriche. 
Vladimir Vertlib est un citoyen autrichien depuis 1986. 
Il a fait ses études d'économie à Vienne pendant cinq ans, de 1984 à 1989. 
Ensuite, pendant un an il travaille à l'agence de presse japonaise « Kyodo » à Vienne en 1990. 
Il continue son activité professionnelle dans un service communautaire. 
Il travaille ensuite pendant trois ans à la « Donau Assurance » comme  statisticien et analyste à la Banque d'Autriche. 
Depuis 1993, Vladimir Vertlib a commencé une carrière d'écrivain indépendant[Quoi ?] à Salzbourg et à Vienne.
Ses romans, récits et essais sont traduits en russe, tchèque, slovaque et italien.

## Publications
- Osteuropäische Zuwanderung nach Österreich (1976-1991). Unter besonderer Berücksichtigung der jüdischen Immigration aus der ehemaligen Sowjetunion, 1995.
- Abschiebung, 1995
- Zwischenstationen, 1999
- Das besondere Gedächtnis der Rosa Masur, 2001

traduit en français sous le titre L’Étrange mémoire de Rosa Masur par  Carole Fily, Paris, Éditions Métailié, coll. « Bibliothèque allemande », 2016, 420 p.  (ISBN 979-10-226-0172-6)
- Letzter Wunsch, 2003
- Mein erster Mörder: Lebensgeschichten, 2006
- Spiegel im fremden Wort. Die Erfindung des Lebens als Literatur, 2007
- Vmesne postaje, 2008
- Am Morgen des zwölften Tages, 2009
- Ich und die Eingeborenen: Essays und Aufsätze, 2012
- Schimons Schweigen, 2012
- Lucia Binar und die russische Seele, 2015
- Viktor hilft, 2018
- Reise nach A., 2019
  - Zebra im Krieg. 2022

## Récompenses et distinctions
- 1999 : Österreichischer Förderungspreis für Literatur
- 2001 : prix Adalbert-von-Chamisso
- 2002 : prix Anton-Wildgans